# Flynn Zareb Southam
Flynn Zareb Southam (Murdoch, 5 giugno 2005) è un nuotatore australiano, vincitore di un argento ed un bronzo olimpico a Parigi 2024 e di tre medaglie d'oro mondiali.

## Palmarès
- Giochi olimpici

Parigi 2024: argento nella 4x100m sl, bronzo nella 4x200m sl.
- Mondiali

Fukuoka 2023: oro nella 4x100m sl e nella 4x100m sl mista, bronzo nella 4x200m sl.
Singapore 2025: oro nella 4x100m sl, bronzo nella 4x200m sl.
- Mondiali in vasca corta

Melbourne 2022: oro nella 4x50m sl, argento nella 4x100m sl, nella 4x200m sl e nella 4x50m sl mista, bronzo nella 4x50m misti.
- Giochi del Commonwealth

Birmingham 2022: oro nella 4x100m sl, nella 4x200m sl e nella 4x100m sl mista.
- Mondiali giovanili

Netanya 2023: oro nei 200m sl e nella 4x100m sl mista, argento nei 50m sl e nella 4x100m sl, bronzo nella 4x200 sl.